# Pseudaristus
Pseudaristus es un  género de coleópteros adéfagos de la familia Carabidae.

## Especies
Comprende las siguientes especies:
- Pseudaristus modestus Schaum, 1858
- Pseudaristus punctatissimus Baudi di Selve, 1894